# Província de Granma
La província de Granma està situada a la part més meridional de Cuba i banyada pel mar Carib, i la seva capital és Bayamo.
Va ser constituïda l'any 1976 i batejada amb el nom del iot que va portar a l'illa des de Mèxic els expedicionaris dirigits per Fidel Castro i Ernesto "Che" Guevara per iniciar la revolució cubana des de Sierra Maestra. A la Platja de les Colorades d'aquesta província van desembarcar els guerrillers del iot Granma el 2 de desembre de l'any 1956.
Granma té dos importants accidents geogràfics: el riu Cauto, el més gran i fins fa poc el més cabalós (a les costes del qual va morir José Martí), i la Fosa d'Orient amb 7.243m de profunditat. Té una extensió de 8.362 km², i una població d'uns 700.000 habitants. Geogràficament, té zones molt diferenciades: la vall del Cauto, allunyat de la costa nord i separat de la sud per Sierra Maestra, té característiques continentals i està dedicat a la ramaderia; la cala de Manzanillo i la zona muntanyosa, formada per part de Sierra Maestra.

## Recursos econòmics
Els seus recursos econòmics procedeixen del cultiu de l'arròs, del que la província n'és la primera productora de Cuba; per descomptat també hi ha sucre i ramaderia. A les zones de muntanya, es cultiva cafè i cacau, i a la costa hi ha empreses dedicades a la pesca del llagostí.

## Municipis
La província està formada per 13 municipis: Bartolomé Masó, Bayamo, Buey Arriba, Campechuela, Cauto Cristo, Guisa, Jiguaní, Manzanillo, Media Luna, Niquero, Pilón, Río Cauto i Yara.